# 551. Grenadier-Division
Die 551. Grenadier-Division, später 551. Volksgrenadier-Division, war ein Großverband der Wehrmacht im Zweiten Weltkrieg.

## Geschichte

### Aufstellung
Die Division wurde am 11. Juli 1944 im Wehrkreis XX auf dem Truppenübungsplatz Thorn als sogenannte „Sperrdivision“ in der 29. Aufstellungswelle aus den Ersatztruppen des Wehrkreises II aufgestellt. 

### Verlegung an die Ostfront
Die Unterstellung erfolgte unter die 3. Panzerarmee bei der Heeresgruppe Mitte und der Einsatz in Litauen im Raum Schaulen.

## 551. Volksgrenadier-Division

### Aufstellung durch Umbenennung
Am 9. Oktober 1944 wurde die Division in 551. Volksgrenadier-Division umbenannt und sollte auf eine Division des Standes der 32. Aufstellungswelle aufgebaut werden. Bis Januar 1945 blieb die Unterstellung bei der 3. Panzerarmee und kam dann zur Heeresgruppe Nord.
Im Oktober/November 1944 war die Division in schwere Kämpfe in Litauen verwickelt. Danach kämpfte die Division im Raum Tilsit in Ostpreußen und dort im Februar 1945 als Reste der Division. Im März 1945 waren diese Reste als Kampfgruppe zusammengezogen im Samland aktiv und wurde hier durch den russischen Vorstoß von den eigenen Linien abgeschnitten. 

### Kapitulation
Letztendlich ergaben sich die Reste der Division und kamen in Ostpreußen in sowjetische Kriegsgefangenschaft.

## Gliederung
Juli 1944
- Grenadier-Regiment 1113 mit zwei Bataillonen
- Grenadier-Regiment 1114 mit zwei Bataillonen
- Grenadier-Regiment 1115 mit zwei Bataillonen
- Artillerie-Regiment 1551 mit vier Abteilungen
- Divisions-Einheiten 1551, u. a. Füsilier-Kompanie 551

## Kommandeur
- Oberst/Generalmajor/Generalleutnant Siegfried Verhein